# OTS 44
OTS 44 — одиночный коричневый карлик в южном околополюсном созвездии Хамелеона. Находится на расстоянии 550 световых лет от Земли. Он был наименьшим известным коричневым карликом, пока в том же созвездии не открыли объект Cha 110913-773444 (который относится к субкоричневым карликам, но сформировался из центра газопылевого облака, а не из его остатков, в отличие от планет типа Юпитера).
OTS 44 имеет массу примерно 11.945 масс Юпитера, или примерно 1,5 % массы Солнца.
Коричневый карлик окружен диском из пыли, камней и льда массой примерно в 10 земных и в будущем может обзавестись планетной системой.